# Babylon (film, 2022)
Pour les articles homonymes, voir Babylon.
Pour plus de détails, voir Fiche technique et Distribution.
Babylon est un film américain écrit et réalisé par Damien Chazelle et sorti en 2022.
Il s'agit d'un drame historique qui met en vedette Brad Pitt, Margot Robbie et Diego Calva. Il raconte la réussite et le déclin de six personnages principalement dans l'industrie cinématographique lors de la transition entre le cinéma muet et le sonore à la fin des années 1920.
Damien Chazelle commence à développer l'idée du film quinze ans avant sa sortie, mais l'écriture lui prend plus de temps que prévu. Paramount Pictures acquiert les droits par la suite. Le tournage se tient à Los Angeles entre juillet et novembre 2021.
Le film polarise les critiques. Ils louent notamment la photographie, le montage, la musique, la direction artistique, les performances des acteurs et les thèmes abordés par le film. Les critiques plus négatives désapprouvent le contenu licencieux et la durée jugée excessive. Le film est un échec au box-office américain : il ne rapporte que 63 millions de dollars contre 80 millions de dollars pour le seul budget de production. Il reçoit néanmoins cinq nominations aux Golden Globes (où il remporte le Golden Globe de la meilleure musique de film) et trois nominations aux Oscars.
Le film fait 1 505 211 entrées en France, ce qui peut être considéré comme un succès ; il se classe 18e au box-office. Par ailleurs, la critique française est nettement plus positive qu'aux États-Unis.

## Synopsis
En 1926 à Los Angeles, le cinéma muet bat son plein. Manuel « Manny » Torres (Diego Calva), un immigré d'origine mexicaine, est homme à tout faire pour le studio Kinoscope, et se rêve en assistant réalisateur. Il doit notamment transporter un éléphant pour une fête donnée par ses employeurs. Lors d'une soirée orgiaque, Manuel rencontre Nellie LaRoy (Margot Robbie), une jeune femme qui rêve d'être actrice. Tandis qu'ils sniffent tous deux de la cocaïne, Manuel lui avoue vouloir lui aussi entrer dans le monde du cinéma pour faire partie de « quelque chose de plus grand ». Peu après, alors que Nellie participe à une danse endiablée, il réalise qu'il vient de tomber amoureux d'elle.
Sont également présents à la soirée, Lady Fay Zhu (Li Jun Li), une danseuse de cabaret s'occupant des intertitres et Sidney Palmer (Jovan Adepo), un trompettiste noir. Au cours de la fête, l'actrice Jane Thornton fait une overdose lors d'une séance d'ondinisme et Manny propose de faire entrer l'éléphant dans la maison pour créer une diversion et emmener discrètement l'actrice à l'hôpital. Le directeur de Kinoscope, se retrouvant sans actrice pour tourner le lendemain, propose à Nellie de la remplacer au pied levé. La jeune femme accepte sans hésiter.
De son côté, Manuel doit ramener Jack Conrad (Brad Pitt), la star du studio, chez lui. Complètement ivre, Jack lui explique qu'il attend un événement qui changera la face du cinéma. Se liant d'amitié avec Manuel, Jack lui propose de l'accompagner sur un tournage, où Manuel sauve une séquence en allant chercher une caméra, toutes les autres ayant été détruites. Sur ce, le jeune homme gravit progressivement les échelons du studio Kinoscope, tout en s'occupant des affaires de Jack. Nellie devient également la nouvelle coqueluche d'Hollywood à la suite de son premier rôle et est suivie par la critique Elinor St. John (Jean Smart), qui s'occupe également de la carrière de Jack. En 1927, Manuel est envoyé par Jack à New York dans le cinéma des frères Warner pour voir Le Chanteur de jazz, le premier film parlant. Par hasard, il retrouve Nellie et découvre que sa mère est internée dans un sanatorium. Après leur séparation, Manuel visionne le film et prévient Jack que la révolution qu'il attendait est arrivée.
Les débuts du cinéma parlant sont difficiles pour les techniciens et les acteurs, qui doivent apprendre à travailler avec le son. Si Manuel et Sidney ont réussi leur transition, l'un en s'occupant des affaires managériales des studios et l'autre en devenant une star grâce à son instrument, Fay Zhu, Jack et Nellie n'ont pas cette chance. Les studios n'ayant plus de besoin d'intertitres, Fay Zhu est sur la touche, les spectateurs rient en voyant Jack parler et Nellie, desservie par la tonalité de sa voix, est en outre dépendante des casinos et de la drogue. La Kinescope débauche Manny et lui demande de reprendre la carrière de l'actrice en main. Malgré les efforts de son ami, Nellie n'arrive pas à sortir de sa spirale infernale.
Lors d'une fête donnée par Jack, Nellie entend deux invités rire aux éclats en parlant d'elle et ivre, elle propose aux convives de voir son père (son agent incompétent) se battre contre un serpent. Tout le monde se rend en plein milieu du désert, où le père de Nellie s'effondre, complètement saoul, face à un serpent à sonnette. Nellie, ivre de colère, s'empare du serpent, qui la mord, et est sauvée de justesse par Fay Zhu, qui la sauve en aspirant le venin du serpent et le recrachant puis stérilise la plaie, et sa gorge, avec de l’alcool. Quelques jours plus tard, Jack apprend que son ami de longue date et producteur, George, s'est suicidé.
En 1932, Jack continue de tourner pour la MGM dans des productions médiocres, mais sent que sa popularité décline. Sidney, au sommet de sa gloire, se voit contraint de noircir son visage avec du cirage pour que le film puisse être diffusé dans les États du Sud. À la fin du tournage, humilié, il préfère démissionner et revenir à sa vie de musicien. Manny, lui, essaye toujours de faire remonter la carrière de Nellie. Le cinéma devenant plus puritain, la relation lesbienne supposée entre l'actrice et Fay amène le studio à licencier Fay. Avec l'aide d'Elinor St. John, Nellie est introduite dans la haute société d'Hollywood, mais ruine définitivement ses chances en insultant les convives et en vomissant sur l'un d'eux.
En se rendant à la MGM, Jack découvre un magazine où Elinor parle de sa popularité en chute libre et vient se confronter à elle. La critique estime que son temps est révolu, mais qu'il restera à jamais immortalisé grâce à la pellicule. Une nuit, Nellie débarque en sanglots chez Manny. Ses addictions l'ont conduite à devoir de l'argent à un gangster, James McKay (Tobey Maguire), qu'elle ne peut rembourser. D'abord insensible, Manny trouve de l'argent via Le Comte, un dealer bien connu des tournages. Ravi que l'argent arrive aussi vite, James commence à donner des idées de films à Manny, mais Le Comte avoue discrètement au manager que les billets sont des faux, fabriqués par un accessoiriste. James les emmène ensuite dans un tunnel, où les excès les plus malsains sont permis, mais il se rend compte de la supercherie. Manny et Le Comte s'enfuient, tuant au passage l'homme de main du gangster.
Dans un hôtel, Jack retombe sur Fay Zhu, qui lui annonce qu'elle part travailler pour Pathé en Europe. Ravi pour elle, il lui souhaite bon courage pour la suite de sa carrière. Jack décide de remonter en prévenant sa femme qu'il va chercher des cigares, tout en donnant un gros pourboire à un groom. Dans sa chambre, il prend finalement un pistolet et se suicide.
Manny rentre chez lui, avoue son amour à Nellie et lui demande de s'enfuir avec lui au Mexique, où ils pourront commencer une nouvelle vie. D'abord réticente, l'actrice accepte. De nuit, Manny passe prendre Le Comte, mais un tueur de James abat le dealer et son colocataire. Manny demande grâce et l'homme accepte à condition qu'il ne revienne jamais à Los Angeles. Manny retourne dans sa voiture, mais ne trouve nulle trace de Nellie, qui a préféré revenir sur sa décision, et le jeune homme part d'Hollywood.
Par montage, le spectateur apprend la mort dans l'indifférence de Nellie à 34 ans et celle d'Elinor à 76 ans sur le son de Sidney, qui a trouvé sa place dans un groupe au sein d'un bar à Los Angeles tout en étant heureux de rejouer.
En 1952, Manuel revient à Los Angeles avec sa femme et sa fille pour leur montrer où il travaillait. Sa fille s'ennuie face à l'entrée et sa femme décide de la ramener tout en le laissant seul. L'ancien manager se rend dans un cinéma où est projeté Chantons sous la pluie, qui raconte la transition du cinéma muet vers le parlant. Se rappelant ainsi son passé, la femme qu'il aimait tant et ses amis disparus, il éclate en sanglots. Des extraits extradiégétiques de différents films montrant l'évolution du cinéma – depuis Eadweard Muybridge jusqu'aux années 2000 – défilent ensuite sur l'écran, faisant écho à la promesse de Manuel au début du film.
La caméra retourne sur Chantons sous la pluie et Manny sourit.

## Fiche technique
Sauf indication contraire, les informations mentionnées dans cette section peuvent être confirmées par la base de données cinématographiques IMDb,  présente dans la section « Liens externes ».
- Titre original : Babylon
- Réalisation et scénario : Damien Chazelle
- Musique : Justin Hurwitz
- Direction artistique : Eric Sundahl
- Décors : Florencia Martin
- Costumes : Mary Zophres
- Photographie : Linus Sandgren
- Montage : Tom Cross
- Chorégraphie : Mandy Moore
- Production : Olivia Hamilton, Marc Platt et Matthew Plouffe
- Production déléguée : Tobey Maguire, Michael Beugg, Helen Estabrook et Adam Siegel
- Coproduction : Padraic Murphy
- Sociétés de production : Marc Platt Productions et Material Pictures
- Société de distribution : Paramount Pictures (États-Unis, France)
- Budget : 80 millions $
- Pays de production :  États-Unis
- Langue originale : anglais
- Format : couleur — CinemaScope — 35 mm[4] — 2,39:1
- Genre : comédie dramatique
- Durée : 189 minutes
- Dates de sortie[5] : 
  - États-Unis, Canada : 23 décembre 2022[6]
  - France : 14 janvier 2023 (avant-première à Paris)[7] ; 18 janvier 2023 (sortie nationale)
- Classification :
  - États-Unis : R (interdit aux moins de 17 ans non accompagnés)
  - France : tous publics avec avertissement lors de sa sortie en salles

## Distribution
- Margot Robbie (VF : Dorothée Pousséo ; VQ : Catherine Brunet) : Nellie LaRoy
- Brad Pitt (VF : Jean-Pierre Michaël ; VQ : Alain Zouvi) : Jack Conrad
- Diego Calva (VF : Harrison Arevalo ; VQ : Nicolas Centeno Benoît) : Manuel « Manny » Torres
- Jean Smart (VF : Isabelle Gardien ; VQ : Anne Caron) : Elinor St. John
- Jovan Adepo (VF : Baptiste Marc ; VQ : Patrick Emmanuel Abellard) : Sidney Palmer
- Li Jun Li (VF : Geneviève Doang) : Lady Fay Zu
- Olivia Hamilton (VF : Pascale Mompez ; VQ : Mélanie Laberge) : Ruth Adler
- P. J. Byrne (VF : Philippe Bozo ; VQ : Alexandre Daneau) : Max
- Lukas Haas (VF : David Mandineau ; VQ : Guillaume Champoux) : George Munn
- Max Minghella (VF : Arthur Khong) : Irving Thalberg
- Rory Scovel (VF : Mario Bastelica ; VQ : Maël Davan-Soulas) : le Comte
- Katherine Waterston (VF : Pascale Chemin) : Estelle Conrad
- Tobey Maguire (VF : Damien Witecka ; VQ : Hugolin Chevrette-Landesque) : James McKay
- Flea (VQ : Antoine Durand) : Bob Levine
- Jeff Garlin : Don Wallach
- Eric Roberts (VF : Philippe Vincent ; VQ : François Trudel) : Robert Roy
- Ethan Suplee : Wilson
- Samara Weaving (VF : Caroline Mozzone) : Constance Moore
- Olivia Wilde (VF : Caroline Pascal) : Ina Conrad
- Spike Jonze (VF : Jochen Hagele ; VQ : Frédéric Desager) : Otto « Cheeseburger » von Strassberger, le réalisateur allemand
- Telvin Griffin : Reggie
- Chloe Fineman : Marion Davies
- Phoebe Tonkin (VF : Soizic Fonjallaz) : Jane Thornton
- Troy Metcalf : Orville Pickwick
- Jennifer Grant (VF : Mathilde Martin) : Mildred Yates
- Patrick Fugit : officier Elwood
- Pat Skipper : William Randolph Hearst
- Kaia Gerber : une starlette
- Karen Bethzabe : Silvia Torres
- Sarah Ramos : Harriet Rothschild
- Alexandre Chen : James Wong Howe
- Taylor Marie Hill (VF : Soizic Fonjallaz) : Rebecca
- Albert Hammond Jr. : l'invité à la poule
- Joe Dallesandro : Charlie le photographe
- Marc Platt : un producteur

## Production

### Genèse et développement
En juillet 2019, il est annoncé que Damien Chazelle prépare son prochain projet : un film d'époque (period drama en anglais) se déroulant durant l'âge d'or du cinéma hollywoodien. Alors que Lionsgate est évoqué pour acquérir le projet, Emma Stone et Brad Pitt sont annoncés dans les rôles principaux. En novembre, Paramount Pictures acquiert finalement les droits de distribution.
En janvier 2020, Brad Pitt confirme sa présence et évoque une intrigue se déroulant lors du passage du cinéma muet au cinéma sonore. En décembre, Emma Stone quitte le projet, prise par d'autres engagements. Margot Robbie est évoquée pour la remplacer, alors que Li Jun Li est choisie pour incarner Fay Zu,.
En mai 2021, la présence de Margot Robbie est officialisée. Jovan Adepo et Diego Calva rejoignent également le film,,. En juin, Katherine Waterston, Max Minghella, Flea, Samara Weaving, Rory Scovel, Lukas Haas, Eric Roberts, P. J. Byrne, Damon Gupton, Olivia Wilde, Spike Jonze, Phoebe Tonkin ou encore Tobey Maguire rejoignent la distribution,,. En juillet, Jean Smart est engagée. En août, c'est au tour de Chloe Fineman, Jeff Garlin et Troy Metcalf de rejoindre le film.

### Source d'inspiration et figures authentiques
Chazelle adopte en partie le point de vue de Kenneth Anger, cinéaste et auteur du livre Hollywood Babylone (1959) : best-seller indéniable mais énorme scandale, l'ouvrage répertorie les fantasmes, légendes urbaines et pseudo-vérités entourant l'industrie hollywoodienne. Il retrace les scandales les plus marquants du milieu, parmi lesquels les difficultés de tournage d'Erich von Stroheim, la liaison entre William Randolph Hearst et Marion Davies ou le scandale Roscoe Arbuckle-Virginia Rappe. Le livre sera réédité plusieurs fois, dans des versions augmentées. Si Hollywood Babylone prétendait être historique, « les récits décadents dont il a fait part sont aujourd’hui largement considérés comme de pures inventions ».
Le réalisateur s'est aussi inspiré du parcours de plusieurs célébrités des années 1920-1950. Le parcours de Nellie LaRoy est ainsi influencé par celui de la it girl Clara Bow mais également de Lya De Putti et Alma Rubens. Jack Conrad serait inspiré de l'acteur-réalisateur John Gilbert. Manuel Torres pourrait de son côté « représenter des acteurs tels que René Cardona, arrivés du Mexique et confrontés à une Californie particulièrement hostile à l'égard des étrangers, avant de devenir l’un des rouages de l’industrie du rêve ». L'intrigue entourant le trompettiste Sidney Palmer provient en partie des parcours de Duke Ellington et Sidney Easton. La mystérieuse Fay Zu présente quant à elle des similitudes avec Anna May Wong.
Parmi les protagonistes secondaires, le caractériel Otto Von Strassberger, campé par Spike Jonze, rappelle le réalisateur Erich von Stroheim. La réalisatrice Ruth Adler se base sur la carrière bien réelle de Dorothy Arzner, laquelle a réalisé une vingtaine de films entre 1927 et 1943 avec à l'affiche Katherine Hepburn, Lucille Ball, Joan Crawford ou encore Clara Bow. Elinor St. John, la célèbre journaliste qui fait et défait les carrières au fil de sa plume aiguisée, s'avère être une version romancée de l’écrivaine et scénariste anglaise Elinor Glyn, chroniqueuse pour Cosmopolitan et Photoplay. L'overdose de Jane Thornton (Phoebe Tonkin) durant une fête orgiaque, alors qu'elle se prête aux pratiques urophiles mandées par Orville Pickwick (Troy Metcalf), n'est pas sans rappeler le scandale Roscoe Arbuckle-Virginia Rappe.
De nombreuses figures authentiques jalonnent également le long-métrage. Max Minghella campe le producteur Irving Thalberg, Pat Skipper prête ses traits à l'homme d'affaires William Randolph Hearst, Chloe Fineman incarne la comédienne Marion Davies et Alexandre Chen se glisse dans la peau du directeur de la photographie oscarisé James Wong Howe.

### Tournage
Le tournage devait initialement avoir lieu en Californie courant 2020, notamment pour des raisons de crédits de taxes. Le tournage ne commence finalement qu'en juillet 2021 et se termine en octobre. Il se déroule notamment dans la vallée de Santa Clarita. Il a également lieu à Los Angeles. Le château de Shea est utilisé pour les plans extérieurs du manoir de la scène de fête d'ouverture, les plans intérieurs sont filmés à l'intérieur de l'Ace Hotel de Los Angeles. C'est le ranch Blue Sky qui est choisi pour être les studios Kinescope dans le film.

### Musique
La musique du film est composée par Justin Hurwitz, collaborateur habituel de Damien Chazelle sur ses précédents films (Guy and Madeline on a Park Bench, Whiplash, La La Land et First Man : Le Premier Homme sur la Lune). Si les titres Voodoo Mama et Call Me Manny sont rendus publics dès le 10 novembre 2022, la bande originale complète sort le 9 décembre 2022.
Concernant la composition, travail qui a duré 3 ans, Hurwitz a souhaité s'éloigner du jazz en vogue à l'époque des années folles, pour une approche plus personnelle et originale en s'inspirant de genres contemporains comme le rock, la house ou la musique dance électronique mais composés pour et joués avec l'instrumentation et l'orchestration d'un ensemble jazz,.
La bande originale comprend une réorchestration d'Une nuit sur le mont Chauve de Moussorgski, jouée en direct par un orchestre sur le tournage d'un film historique.
D'autres morceaux sont inspirés directement de morceaux du répertoire symphonique classique. Ainsi Gold Coast Sunset s'inspire du Liebestod clôturant l'opéra Tristan und Isolde de Richard Wagner, alors que le morceau Hearst Party pastiche le Boléro de Maurice Ravel.
| 1.    | Welcome                            | Justin Hurwitz                      | 4:00 |
| 2.    | Manny and Nellie's Theme           | Justin Hurwitz                      | 0:53 |
| 3.    | King of the Circus                 | Justin Hurwitz                      | 2:28 |
| 4.    | Jub Jub                            | Justin Hurwitz                      | 0:56 |
| 5.    | Coke Room                          | Justin Hurwitz                      | 2:31 |
| 6.    | My Girl's Pussy                    | Justin Hurwitz, Li Jun Li           | 2:29 |
| 7.    | Miss Idaho                         | Justin Hurwitz                      | 0:55 |
| 8.    | Voodoo Mama                        | Justin Hurwitz                      | 3:59 |
| 9.    | Gold Coast Rhythm (Wallach Party)  | Justin Hurwitz                      | 1:41 |
| 10.   | Ain't Life Grand                   | Justin Hurwitz                      | 1:38 |
| 11.   | Babylon                            | Justin Hurwitz                      | 0:30 |
| 12.   | Morning                            | Justin Hurwitz                      | 2:00 |
| 13.   | Kinescope Ragtime Piano            | Justin Hurwitz                      | 0:35 |
| 14.   | Kinescope Erhu (Orientally Yours)  | Justin Hurwitz                      | 1:28 |
| 15.   | Kinescope Carnival Music           | Justin Hurwitz                      | 0:49 |
| 16.   | Kinescope Organ Music              | Justin Hurwitz                      | 0:45 |
| 17.   | Night on Bald Mountain             | Modeste Moussorgski, Justin Hurwitz | 2:08 |
| 18.   | Herman's Hustle                    | Justin Hurwitz                      | 2:02 |
| 19.   | Gold Coast Sunset                  | Justin Hurwitz                      | 2:00 |
| 20.   | Champagne                          | Justin Hurwitz                      | 2:55 |
| 21.   | Wild Child                         | Justin Hurwitz                      | 3:03 |
| 22.   | New York                           | Justin Hurwitz                      | 2:02 |
| 23.   | See You Back in LA                 | Justin Hurwitz                      | 0:48 |
| 24.   | Red Devil                          | Justin Hurwitz                      | 1:56 |
| 25.   | I Want a Man                       | Justin Hurwitz, Prince Bernard      | 2:02 |
| 26.   | Orientally Yours                   | Justin Hurwitz                      | 2:11 |
| 27.   | Gimme                              | Justin Hurwitz                      | 1:32 |
| 28.   | Singin' in the Rain                | Justin Hurwitz                      | 1:22 |
| 29.   | Pharaoh John                       | Justin Hurwitz                      | 0:39 |
| 30.   | Meet Miss LaRoy                    | Justin Hurwitz                      | 0:39 |
| 31.   | Call Me Manny                      | Justin Hurwitz                      | 3:37 |
| 32.   | Hearst Party                       | Justin Hurwitz                      | 6:41 |
| 33.   | Damascus Thump                     | Justin Hurwitz                      | 2:10 |
| 34.   | All Figured Out                    | Justin Hurwitz                      | 0:55 |
| 35.   | Nea Smyrni                         | Justin Hurwitz                      | 2:03 |
| 36.   | Waikele Tango                      | Justin Hurwitz                      | 3:38 |
| 37.   | Toad                               | Justin Hurwitz                      | 2:01 |
| 38.   | Blockhouse                         | Justin Hurwitz                      | 2:10 |
| 39.   | Jack's Party Band                  | Justin Hurwitz                      | 1:34 |
| 40.   | Gold Coast Rhythm (Jack's Party)   | Justin Hurwitz                      | 1:42 |
| 41.   | Levántete                          | Justin Hurwitz                      | 0:34 |
| 42.   | Señor Avocado                      | Justin Hurwitz                      | 2:23 |
| 43.   | Heyo                               | Justin Hurwitz                      | 3:00 |
| 44.   | Gold Coast Rhythm (Juan Bonilla)   | Justin Hurwitz                      | 2:56 |
| 45.   | Te Amo Nellie                      | Justin Hurwitz                      | 1:31 |
| 46.   | Gold Coast Rhythm (Sidney's Solo)  | Justin Hurwitz                      | 2:47 |
| 47.   | Manny and Nellie's Theme (Reprise) | Justin Hurwitz                      | 0:45 |
| 48.   | Finale                             | Justin Hurwitz                      | 3.51 |
| 97:15 |                                    |                                     |      |

## Thèmes et interprétations
Dans un essai pour /Film, Robert Daniels affirme que Babylon est une histoire d'identité et d'assimilation au début d'Hollywood. Tout en le comparant à des films tels que The Last Black Man in San Francisco (2019), The Very Black Show (2000) et Medicine for Melancholy (2008), Daniels se concentre sur le personnage de Manuel Torres et son ascension dans l'univers hollywoodien : « Manuel coupe les liens avec ses racines mexicaines — bien qu'elle vive à Los Angeles, il ne rend jamais visite à sa famille — il américanise son nom en Manny, et lors d'une fête organisée par William Randolph Hearst, il se présente comme un Espagnol. Manuel devient intoxiqué par sa proximité avec la cupidité capitaliste blanche qui gouverne Hollywood (et en partie le rêve américain), l'amenant dans un entre-deux ténu ». Il écrit que l'effacement de l'identité de Manuel est déclenché par sa romance fantastique avec Nellie LaRoy — qui représente ce qu'il aime à Hollywood : « Une qualité magique indéfinissable, une mobilité ascendante, un bonheur pittoresque et la capacité de se définir en permanence ». Il ajoute également que, tout en gravissant l'échelle sociale, Manny contribue à la mythologie d'Hollywood. Daniels rappelle la scène où Manuel court récupérer la caméra pour le tournage d'un film historique. Sur le tournage, un acteur décède, Conrad est sur le point de vomir à cause de son ivresse et le réalisateur (joué par le cinéaste Spike Jonze) est désarçonné. Une fois la réapparition de Manuel avec la caméra, la scène est tournée avec un coucher de soleil édénique et un baiser parfait qui se produit dans une composition incroyable et le spectateur oublie le chaos, l'art devenant supérieur.
Douglas Laman de Collider affirme que Babylon est une réflexion sur la façon dont les êtres humains tentent de dépasser leur mortalité innée, soulignant les diverses représentations de la mort. Il désigne une scène, lors de laquelle Conrad est brièvement submergé par la mort de son ami George Munn avant de revenir à son personnage imperturbable, comme étant l'exemple de cette idée. Conrad se replie sur sa manière de nier la mortalité et au lieu que d'être vulnérable et d'accepter le chagrin de la perte, il se détache des autres à travers sa longue tirade sur l'importance du cinéma afin de se convaincre de l'importance de son existence. A la fin, Douglas Loman associe le film et son histoire de lutte contre la mortalité aux pièces « les plus acclamées » d'Anton Tchekhov et William Shakespeare. Il explique aussi qu'à travers le personnage de Nellie LaRoy, la fin, .

## Sortie et accueil

### Accueil aux États-Unis
Le film divise la critique presse américaine. Si certains journalistes louent la qualité de la réalisation et de la production, la musique et les performances des acteurs, d'autres sont négatifs sur certains aspects comme la durée ou le contenu explicite. Sur l'agrégateur de critiques Rotten Tomatoes, il obtient 56 % d'avis favorables pour 336 critiques et une note moyenne de 6,4⁄10. Le consensus suivant résume les critiques compilées par le site : « La quantité écrasante de Babylon est épuisante, mais tout comme l'industrie qu'elle honore, ses paillettes et son glamour bien joués et bien conçus peuvent souvent être une distraction efficace. » Sur Metacritic, il obtient une note moyenne de 60⁄100 pour 63 critiques,. Le site IMDb (Internet Movie Database) établit quant à lui cette moyenne à 7,3⁄10, collectant les avis de plus de 78 000 utilisateurs.

### Accueil en France

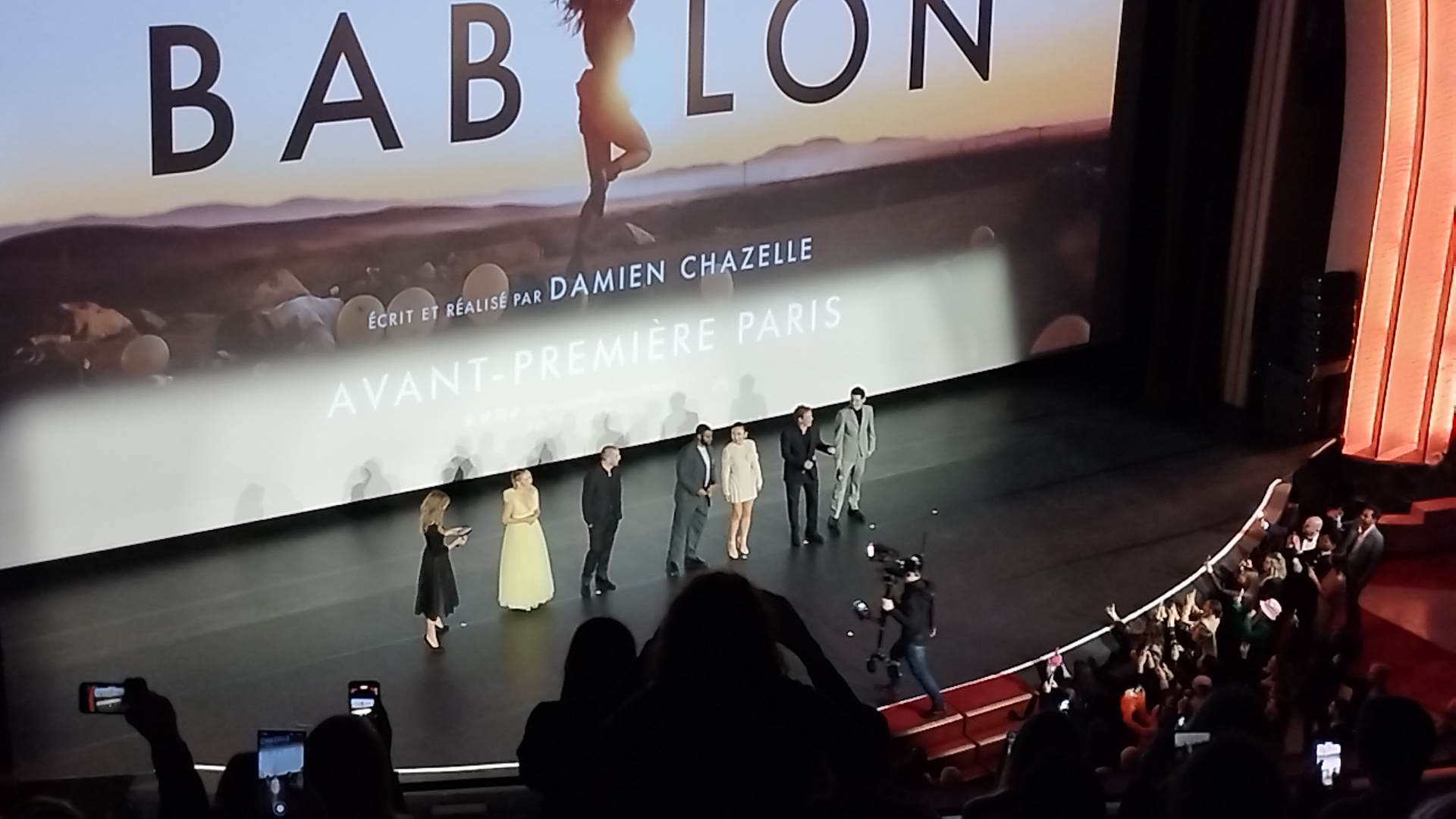
L'équipe de Babylon, lors de l'avant-première au Grand Rex : Brad Pitt, Damien Chazelle, Jean Smart, Li Jun Li, et Matthew Plouffe.

En France, la presse se montre nettement plus positive qu'aux États-Unis — Allociné recense une moyenne de 4/5 pour 45 titres de presse.

#### Retours positifs
L'hebdomadaire Marianne consacre au film un long article ainsi qu'un entretien avec son réalisateur. Le magazine est très positif sur le film, indiquant qu'après la réussite de La La Land, son avant-dernier film en 2016, « vint ce jour béni de décembre 2022 où il nous fut permis de plonger la tête la première dans les trois heures et huit minutes de cinéma orgiaque, jouissif, allumé, de son nouveau film, Babylon. Alléluia ! Hollywood était bel et bien de retour ! ». En introduction Emmanuel Tellier avait même affirmé : « Pas de meilleure manière de démarrer l’année sur grand écran ! Et pas de meilleure façon de redonner du cœur à l’ouvrage à la nouvelle génération de cinéastes. Avec son cinquième long-métrage, le Franco-Américain Damien Chazelle livre une orgie visuelle (de plus de trois heures) d’une qualité et d’une énergie enthousiasmantes. Un très grand film ! »
Selon Frédéric Strauss de Télérama, il s'agit là d'un renouvellement complet de l'image un peu désuète que tout un chacun pouvait avoir de cette époque déjà lointaine : « Fêtes débridées, folle créativité… [Damien Chazelle] restitue la frénésie et la liberté du Hollywood des origines. Et Margot Robbie brille en star du muet. […] L’ancien et le renouveau se télescopent avec brio dans cette fresque en forme d’énorme pochette-surprise, qui ne recule pas devant les frasques pour recréer Hollywood au temps du muet. Une époque lointaine que le réalisateur de La La Land (2016) semble avoir dans le sang, comme une fièvre. Possédé, il envoie valser l’image figée du vénérable cinéma de cinémathèque et fait d’emblée surgir des corps, de la sensualité, pour redonner chair à des êtres humains qu’on imaginerait spontanément comme des silhouettes diaphanes, fantomatiques, en noir et blanc. Les voilà qui font la fête en parfaits débauchés et lorsque, encore un peu titubants, ils se mettent à tourner un film, le grand tumulte continue et devient hilarant ». Il attribue au film la note de trois « T » (soit « Très Bien »).
Dans L'Obs, Nicolas Schaller donne trois étoiles sur quatre ; il voit en « cette fresque too much – trop exaltée, trop démonstrative − », une œuvre « pleine de musique et de fluides corporels, outrancière et documentée, inégale mais passionnante, [qui] trouve son sens dans ses moments de gueules de bois et ses petites épiphanies mélancoliques ». Il décrit le long-métrage comme « un grand film malade. Une farce tragique sur l'industrie du rêve ».
Éric Neuhoff du Figaro affirme que Chazelle « reproduit toute la démesure du Hollywood des années 1920. Trois heures de montagnes russes dont on ressort KO, et ravi ».
Thierry Chèze de Première conclut : « De la générosité à revendre, un trio de comédiens étincelants (Margot Robbie, Brad Pitt et la révélation Diego Calva), une BO d’enfer… Difficile de bouder son plaisir devant ce geste d’amoureux éperdu mais lucide du septième art ».
Le Rolling Stone, par la plume de Xavier Bonnet, retranscrit l'idée générale du long-métrage : « Puisque tout devait être spectacle déjà à cette époque, Chazelle prend le mot d’ordre à la lettre. Mais sa plus belle réussite est de savoir communiquer le plaisir qu’il en a manifestement tiré ».
Sur le site spécialisé Écran Large, Antoine Desrues se montre également enjoué : « Avec Babylon, Damien Chazelle signe son magnum opus. Un film excessif, dément et courageux, qui regarde Hollywood droit dans les yeux pour en scruter les abîmes... et la lumière ». Son collègue Alexandre Janowiak renchérit : « Damien Chazelle confondant (à dessein ou non) décadence et outrance, son Babylon jongle âcrement entre le majestueux et le vulgaire, le précieux et le négligé. Heureusement, les furieux soubresauts l'emportent toujours sur les fautes de goût, et donnent naissance à une expérience de cinéma hors-norme, voire miraculeuse ».
Adam Sanchez, de GQ, est séduit par le spectacle : « les salles obscures se métamorphosent en des tunnels sombres inquiétants vers des mondes pervertis. Une révolution en chasse une autre sans que Hollywood ne veuille donner son mot à dire à ceux qu'il a longtemps laissé de côté. Du spectacle carnavalesque, Babylon bascule, dans un ultime mouvement, en une expérience de train fantôme, certes inégale et boursouflée, mais traversée par des visions saisissantes qui tranchent radicalement avec le début du voyage. Ses héros se murent progressivement dans le silence, impuissants face à un temps qui avance inexorablement et qui menace de les effacer. De Babylone, il ne restera que des ruines et des corps anesthésiés. Avant que Damien Chazelle, comme à son habitude, n'allume une dernière mèche dont on pourrait moquer la naïveté mais qui ranime son volcan visuel et la raison d'être de son personnage principal : cette croyance que le cinéma est plus important que la vie puisqu'il est le seul moyen de flirter avec l'immortalité ».
Cyprien Caddeo, de L'Humanité, évoque « une œuvre monstre, à l’image de son sujet : démesurée, tourbillonnante, boursouflée, épuisante ».
La rédaction de Femme actuelle « retient notamment les scènes de fêtes (incroyable travail de mise en scène !), des dialogues spirituels et une superbe déclaration d'amour au cinéma ».

#### Retours négatifs
Les critiques les plus négatives reconnaissent néanmoins une naïveté touchante au long-métrage. C'est le cas d'Emmanuel Raspiengeas (Positif), lequel affirme que « ce pandémonium bouffon, qui se rêve en Casino scorsesien mais se complaît trop souvent dans une version trash du Dernier Nabab, se dissout dans une fin à la lisière du grotesque [...]. [Sa] naïveté confondante finit par faire le prix, en révélant le romantisme exacerbé qui le sous-tend ». Même écho chez Libération, où Sandra Onana note que « faire le procès en mauvais goût de Babylon justifierait sans mal de ne rien vouloir en sauver. Foutu pour foutu, on veut bien sauver le repoussant si c’est à ça que tient la part attendrissante du film, avec ses choix difformes qui lui font gagner en inquiétude, sa naïveté [...], son gigantisme ludique et enragé ».
Pour Les Inrockuptibles, si Chazelle est un « travailleur acharné et technicien hors pair, il lui manque encore la finesse de trait ».
Dans les Cahiers du Cinéma, Charlotte Garson ne cache pas son incrédulité : « Toutes les scènes sont montées selon des effets de crescendo, voire d’orgasme, surlignés par l’insupportable mickeymousing du compositeur Justin Hurwitz, mais cette agitation tient du bouche-à-bouche désespéré, tout comme la surexpressivité du jeu d’acteur présentée comme un feu sacré ».

### Box-office
| Pays ou région        | Box-office        | Date d'arrêt du box-office | Nombre de semaines |
| --------------------- | ----------------- | -------------------------- | ------------------ |
| France                | 1 505 989 entrées | 7 juin 2023                | 20                 |
| États-Unis Canada     | 15 351 455 $,     | 26 janvier 2023            | 5                  |
| Total hors États-Unis | +048 027 577, USD | n/a                        | n/a                |
| Total mondial         | 63 379 032 $      | n/a                        | n/a                |

#### France
Pour son premier jour d'exploitation en France, Babylon réussit à se glisser à la seconde place du box-office (avant-premières incluses) avec ses 90 681 entrées, dont 40 632 pour les avant-premières. Le film est projeté pour un total de 1 900 séances avec une moyenne de 26 spectateurs par projection, soit la meilleure moyenne de ce premier jour. Arrivé donc en deuxième position, le long-métrage suit de près La Guerre des Lulus (94 604) et précède le film Le Clan (32 760).
Au bout d'une première semaine d'exploitation, le long-métrage de Damien Chazelle se positionne second du box-office de la semaine avec 508 796 entrées pour un total de 12 846 séances. Le film est derrière le blockbuster américain Avatar : La Voie de l'eau (719 221 entrées) et devant La Guerre des Lulus (200 047),. Au moment de sa sortie, le film est le meilleur démarrage d'un long-métrage en France pour l'année 2023. Ce score est dans la moyenne des films de Damien Chazelle (avant-première incluses), La La Land réalisant pour sa première semaine en France 755 000 tickets, First Man 320 000.
Babylon dépasse le million d'entrées au box-office français (1 047 018) après un troisième week-end d'exploitation. Le film se positionne alors troisième au box-office, derrière Avatar : La Voie de l'eau et la nouveauté française Astérix et Obélix : L'Empire du Milieu (1 637 948).
Au bout de sa quatrième semaine d'exploitation en France, Babylon engrange 169 573 entrées supplémentaires portant les résultats du film à 1 260 536 entrées au bout d'un mois. Le long-métrage chute cependant à la cinquième place du box-office hebdomadaire, derrière la semaine de reprise de Titanic pour son 25e anniversaire (242 859) et devant Sacrées momies (168 937).

## Distinctions

### Récompenses
- Golden Globes 2023 : meilleure musique de film pour Justin Hurwitz[57]
- BAFA 2023 : Meilleurs décors

### Nominations
- Golden Globes 2023 : 
  - Meilleur film musical ou de comédie
  - Meilleur acteur dans un film musical ou une comédie pour Diego Calva
  - Meilleure actrice dans un film musical ou une comédie pour Margot Robbie
  - Meilleur acteur dans un second rôle pour Brad Pitt
- Oscars 2023 :
  - Meilleure bande originale
  - Meilleurs décors
  - Meilleurs costumes